# مرد آهنی ۳: بازی رسمی
مرد آهنی ۳: بازی رسمی (انگلیسی: Iron Man 3: The Official Game) یک بازی ویدئویی است که توسط گیم‌لافت و در سال ۲۰۱۳ و در پلت‌فرم موبایل منتشر شده‌است.